# Flush the Fashion
Flush the Fashion utkom i april 1980 och är ett album av Alice Cooper. På denna skiva experimenterar Cooper musikaliskt och musiken påminner mer om new wave än hårdrock. "Clones (We're All)" blev en mindre hit.

## Låtlista
1. "Talk Talk" – 2:09
2. "Clones (We're All)" – 3:03
3. "Pain" – 4:06
4. "Leather Boots" – 1:36
5. "Aspirin Damage" – 2:57
6. "Nuclear Infected" – 2:14
7. "Grim Facts" – 3:24
8. "Model Citizen" – 2:39
9. "Dance Yourself to Death" – 3:08
10. "Headlines" – 3:18